# Goussainville (Eure-et-Loir)
Goussainville – miejscowość i gmina we Francji, w Regionie Centralnym, w departamencie Eure-et-Loir. W 2008 roku populacja gminy wynosiła 876 mieszkańców. 
1 stycznia 2015 roku połączono dwie wcześniejsze gminy: Champagne oraz Goussainville. Siedzibą gminy została miejscowość Goussainville, a nowa gmina przyjęła jej nazwę. 